# ナレッジ・ムソナ
ナレッジ・ムソナ（Knowledge Musona 、1990年6月21日 - ）は、ジンバブエ・西マショナランド州ノートン出身のプロサッカー選手。アル・リヤドSC所属。ポジションは、ミッドフィールダー。

## クラブ経歴
2011年7月28日、移籍金1950万ランドでTSG1899ホッフェンハイムに移籍した。契約は5年。
2012年5月18日、FCアウクスブルクに1年間レンタル移籍することが発表された。2013年7月、レンタルで古巣カイザー・チーフスに復帰。
2018年5月、RSCアンデルレヒトへ移籍することが発表された。
2014年12月18日、ベルギーのKVオーステンデと2年半契約を結んだ。
2023年6月4日、ムソナはサウジアラビアのクラブ、アル・リヤドSCにフリートランスファーで加入しました。 2024年8月11日、ムソナはアル・オフドゥッドにフリートランスファーで加入しました。

## 代表歴
2010年3月3日に開催された南アフリカとの親善試合でジンバブエ代表初キャップ。

### ゴール
| #   | 開催日         | 会場             | 対戦国           | スコア | 結果 | 試合概要                           |
| --- | -------------- | ---------------- | ---------------- | ------ | ---- | ---------------------------------- |
| 1.  | 2010年9月5日   | ペインズヴィル   | リベリア         | 1–0    | 1–1  | アフリカネイションズカップ2012予選 |
| 2.  | 2011年6月5日   | ハラレ           | マリ             | 1–0    | 2–1  | アフリカネイションズカップ2012予選 |
| 3.  | 2011年6月5日   | ハラレ           | マリ             | 2–1    | 2–1  | アフリカネイションズカップ2012予選 |
| 4.  | 2011年10月8日  | プライア         | カーボベルデ     | 2–1    | 2–1  | アフリカネイションズカップ2012予選 |
| 5.  | 2011年11月15日 | ハラレ           | 南アフリカ共和国 | 1–1    | 2–1  | 親善試合                           |
| 6.  | 2011年11月15日 | ハラレ           | 南アフリカ共和国 | 2–1    | 2–1  | 親善試合                           |
| 7.  | 2012年2月29日  | ブジュンブラ     | ブルンジ         | 1–1    | 1–2  | アフリカネイションズカップ2013予選 |
| 8.  | 2012年6月17日  | ハラレ           | ブルンジ         | 1–0    | 1–0  | アフリカネイションズカップ2013予選 |
| 9.  | 2013年3月26日  | アレクサンドリア | エジプト         | 1–1    | 2–1  | 2014 FIFAワールドカップ予選        |
| 10. | 2013年6月9日   | ハラレ           | エジプト         | 1–1    | 4–2  | 2014 FIFAワールドカップ予選        |
| 11. | 2013年9月10日  | ヨハネスブルク   | 南アフリカ共和国 | 1–0    | 2–1  | 親善試合                           |
| 12. | 2015年9月6日   | ハラレ           | ギニア           | 1–1    | 1–1  | アフリカネイションズカップ2017予選 |
| 13. | 2016年3月28日  | ハラレ           | エスワティニ     | 1–0    | 4–0  | アフリカネイションズカップ2017予選 |
| 14. | 2016年6月5日   | ハラレ           | マラウイ         | 1–0    | 3–0  | アフリカネイションズカップ2017予選 |
| 15. | 2016年11月13日 | ハラレ           | タンザニア       | 1–0    | 3–0  | 親善試合                           |
| 16. | 2017年1月23日  | リーブルヴィル   | チュニジア       | 1–3    | 2–4  | アフリカネイションズカップ2017     |
| 17. | 2017年6月11日  | ハラレ           | リベリア         | 1–0    | 3–0  | アフリカネイションズカップ2019予選 |
| 18. | 2017年6月11日  | ハラレ           | リベリア         | 2–0    | 3–0  | アフリカネイションズカップ2019予選 |
| 19. | 2017年6月11日  | ハラレ           | リベリア         | 3–0    | 3–0  | アフリカネイションズカップ2019予選 |
| 20. | 2018年10月13日 | キンシャサ       | コンゴ民主共和国 | 2–0    | 2–1  | アフリカネイションズカップ2019予選 |
| 21. | 2019年3月24日  | ハラレ           | コンゴ共和国     | 2–0    | 2–0  | アフリカネイションズカップ2019予選 |
| 22. | 2020年11月16日 | ハラレ           | アルジェリア     | 1–2    | 2–2  | アフリカネイションズカップ2021予選 |